# 壹岐對馬國定公園
壹岐對馬國定公園（日语：壱岐対馬国定公園/いきつしまこくていこうえん），是位在日本長崎縣壹岐、對馬的國定公園。1968年7月22日指定。總面積11,946ha。

## 主要景點
- 元寇防壘跡
- 原之辻遺跡
- 金田城跡
- 淺茅灣

## 關連市町村
- 長崎縣 - 壹岐市、對馬市

## 關連項目
- 國定公園

## 外部連結
- （日語）長崎県の自然公園